# 革兰台
革兰台（羅馬化：Gereltei，？—1547年），兀良哈氏，明代漠南蒙古朵颜卫领主。先祖是成吉思汗的四獒者勒蔑，朵颜卫都督花当长孙，革列孛罗之子。
明世宗嘉靖九年（1530年），他的爷爷花当死去，因其父革列孛罗早死，其叔把儿孙谋夺嫡袭父职都督，未成，不久也去世。嘉靖十年（1531年），明朝命革兰台袭职都督。革兰台骁勇绝伦，与察哈尔部联姻，常联合发兵进攻明朝。嘉靖二十年（1541年），向明朝请求升职、要求增加贡使至三百人，目的为了多贡多得赏，被朝廷拒绝。再请增加至二百人，又被拒绝，于是至塞下掳掠，侵犯蓟、辽诸边。嘉靖二十六年（1547年），联合海西女真各部，突入辽东、辽西边境。嘉靖二十七年（1548年）卒，其长子影克袭职都督。

### 文献
- 《明史·外国传九·朵顏福余泰寧》
- 《蒙古黄金史》